# BORVAS
BORVAS is een ezelsbruggetje voor motorrijders voor het controleren van de technische staat van de motorfiets. Het gaat om controles die voor elke rit moeten gebeuren. Deze controle maakt tegenwoordig deel uit van het rijexamen voor het A-rijbewijs.

## Betekenis
BORVAS staat voor: Banden, Oliepeil, Remmen, Verlichting en Vering, Aandrijving en Spiegels. Het wordt ook weleens anders afgekort: 
- BRAVOK: Banden, Remmen, Accu, Verlichting/Vering, Oliepeil, Ketting

- BRAVO-A: Banden, Remmen, Aandrijving, Verlichting/Vering, Oliepeil-Algemeen

De controles lijken vrij uitgebreid, maar omdat veel controles met één oogopslag uit te voeren zijn, is het (met enige ervaring) binnen enkele minuten gebeurd.

## Controles
De controles omvatten:
Banden: profieldiepte (minimaal 1mm maar veiliger is 1,5 tot 2 mm), haarscheurtjes in het rubber (uitdroging), inrijdingen, slijtagepatroon, scherpe delen, bandenspanning, ventieldopje aanwezig. 
*Onder de B van Banden wordt soms ook de brandstof geschaard. Dit gebeurt vooral door motorrijders in overheidsdienst (zoals de motorordonnans), die alleen op kazernes mogen tanken, of door motorrijders die dagelijks grote afstanden moeten rijden zonder de mogelijkheid te tanken. Motorfietsen zijn niet altijd uitgerust met een brandstofmeter. Men moet afgaan van de dagteller, het logboek of – simpel maar onnauwkeurig – in de tank kijken.
Oliepeil: controleren met peilstok of door het peilglas.
Remmen: Werking (remdruk in hendel en pedaal), lekkages en remvloeistofniveau (bij hydraulische systemen), niet aanlopen (bij trommelremmen), evt. controle remlicht.
Verlichting: Dim- en grootlicht, richtingaanwijzers, remlicht, seinlicht, claxon en controlelampjes.

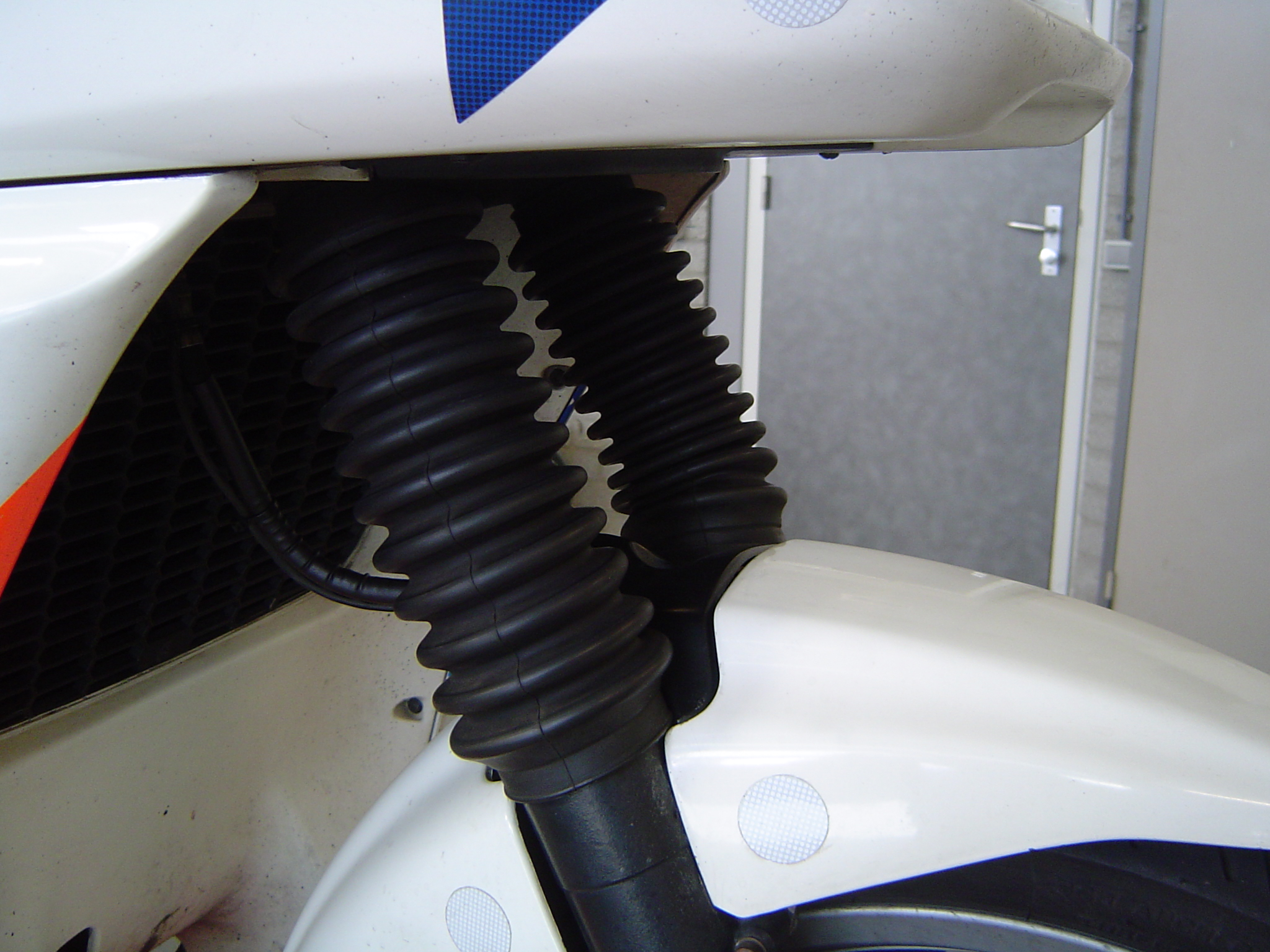
Stofhoezen (gaiters) verlengen de levensduur van de voorvorkkeerringen

Vering: Afstelling (duo- of sologebruik en evt. bagage), werking (met name van de demping door de voorvork in te drukken en weer los te laten), reinheid (dode insecten op de voorvork kunnen beschadiging van de voorvorkkeerringen veroorzaken).
Aandrijving: Bij kettingaandrijving de kettingspanning (3cm beweging), kettingsmering en slijtage (ook van de tandwielen), bij cardanaandrijving evt. speling en lekkage. 
Spiegels: Afstelling en reinheid.
Algemeen: Overige belangrijke zaken, die van motor tot motor anders kunnen zijn, zoals de controle van het koelvloeistofniveau (veel motorfietsen hebben luchtkoeling). Verder horen hierbij de zaken die alleen tijdens het rijden kunnen worden opgemerkt, zoals onbalans van (een van) de wielen, vreemde geluiden, schokkend remmen enz. Ook de werking van het antiblokkeersysteem hoort hierbij. Dit hoeft men niet fysiek te controleren, men wordt gewaarschuwd door (een) controlelamp(en).
Accu: In het verleden werd nog weleens het zuurniveau gecontroleerd, maar door toepassing van onderhoudsvrije accu's en gelaccu's wordt dat tegenwoordig niet meer gedaan. Hooguit kan met de uiterlijke reinheid en de bevestiging controleren, voor zover de accu bereikbaar is.

## Niet-dagelijkse controles
Behalve de dagelijkse BORVAS (BRAVO-A of BRAVOK)-inspecties zijn er meer zaken die regelmatig gecontroleerd moeten worden. Stel hiervoor zelf een interval-termijn vast, zoals elke 1000 km, maandelijks, etc. Het gaat hierbij niet om onderhoudsbeurten:
Bandenspanning: Deze moet met enige regelmaat gecontroleerd worden. Gebruik voor de bandenspanning bij voorkeur uw eigen bandenspanningsmeter. Ook al is deze niet geijkt, u rijdt altijd met dezelfde "afwijking".
Remmen: Controleer met enige regelmaat de dikte van de remblokken (bij schijfremmen). Dit kan meestal gebeuren zonder iets te demonteren. Bij terreinmotoren is de slijtage meestal zeer hoog.
Verlichting: Controleer regelmatig de afstelling van de koplamp. Hoe dit moet gebeuren staat in het instructieboekje.
Vering: Controleer de bevestiging van de schokdempers en smeer eventueel het linksysteem.
Aandrijving: Smeer de ketting en controleer zo nodig de spanning van de spaken.
Accu: Eventueel zuurniveau, reinheid en bevestiging. Let ook op roestvorming in de omgeving van de accu. Dit wijst op zuurlekkage of een kokende accu.
Algemeen: Bouten-en-moeren-inspectie. Kijk of aparte onderdelen, zoals een toerruit of een stroomlijnkuip nog alle boutjes en moertjes hebben. Controleer het koelvloeistofniveau en zoek naar lekkages (bijvoorbeeld olie of koelvloeistofsporen binnen in de kuip of onder de motor).

## Tips
- Als een middenbok als accessoire leverbaar is, schaf hem dan aan. Zonder middenbok is de dagelijkse controle van de banden en de aandrijflijn ondoenlijk. Een alternatief voor de middenbok is een paddockstand.

- Motorfietsen met een onderkuip, belly pan of bugspoiler kunnen lekkages verbergen: de gelekte vloeistof wordt door de kuip opgevangen. Controleer dit regelmatig door in de kuip te zoeken naar "nattigheid".

- Controleer de banden visueel op inrijdingen, niet door met de hand te voelen. Een spijker snijdt ook in uw vinger!

- Het voorwiel kan men makkelijk laten draaien door met de onderrug de stroomlijnkuip of de koplamp omhoog de drukken en zo, voorovergebukt, het wiel te controleren. Dit is uiteraard alleen nodig bij motorfietsen die op het voorwiel rusten.

- Controleer ook meteen de aanwezigheid van de balansgewichtjes op de velg. Deze vliegen er weleens af.

- Lichten controleren kan ook in (bijvoorbeeld) een etalageruit.

- Stel de controle van de claxon uit tot u ergens buiten de bebouwde kom rijdt.

- Zet een fles glasreiniger in uw garage. Spiegels en koplampen vervuilen erg snel.

- Als meerdere mensen dezelfde motorfiets gebruiken (zoals bij politie, Koninklijke Marechaussee etc), moet ook (extra) aandacht worden besteed aan de persoonlijke ergonomische wijzigingen, met name de veerafstelling. Let ook op eventueel nieuwe banden: zij zijn de eerste 100 km erg glad.

- Een ventieldopje kost niets, maar voorkomt veel ellende.

- Voor de niet-dagelijkse controles gebruikt men bij de Koninklijke Landmacht de 1-IWK (1e echolons Inspectie-Werkkaart). Als u die op de kop kan tikken heeft u een goede leidraad, die u even naar uw eigen motorfiets moet vertalen. De 1-IWK is namelijk speciaal voor de "dienstfietsen" gemaakt.

- Controleer het niveau van het accuzuur als laatste. U kunt dan meteen uw handen wassen.

- Onderhoud bespaart kosten. Zelfs de (soms vrij dure) onderhoudsbeurten.

- Als de motor lang stil moet staan, gooi dan de tank vol en tap de carburateur(s) (vlotterkamers) af. Een druppellader houdt uw accu in conditie.

- Wat met het boordgereedschap niet lukt, is niet bestemd voor ondeskundige sleutelaars.